# Секс, инста, экзамены
«Секс, инста, экзамены» (укр. Секс, інста, ЗНО) — украинский телесериал 2020 года режиссёра Антонио Лукича, рассказывающий о жизни подростков, с Анной Ярмоленко и Андреем Максимовым в главных ролях.

## Сюжет
Действие сериала происходит в одной из школ украинской Винницы. Главные герои — старшеклассники, озабоченные не только хорошими оценками, но и своей популярностью в школе и в социальных сетях. Ученица выпускного класса Саша, которая собирается стать президентом школы, ведёт анонимный блог, где выкладывает эротические фото и пишет о своих сексуальных фантазиях. Однажды сверстники Саши узнают, что автор блога — именно она, и это создаёт серьёзные проблемы.

## В ролях
- Анна Ярмоленко — Саша Моцак
- Карина Черчевич — Ева Горбатюк
- Соня Слюсаренко — Ханна Кравченко
- Андрей Максимов — Андрей Тетеря
- Виталий Зеленый — Даня Шаманский
- Любава Шокля — Снежана
- Ольга Сафронова — Катерина Моцак

## Создание и оценки
Создатели проекта вдохновлялись, по их собственным словам, сериалами «Молокососы», «Эйфория» и «Сексуальное воспитание»; для сбора актуального материала проводились интервью с украинскими подростками. Режиссёром «Секса, инсты, экзаменов» стал Антонио Лукич, актёрский коллектив был сформирован из студентов киевского университета театра, кино и телевидения И. Карпенко-Карого. Премьера состоялась 25 ноября 2020 года.
Обозреватель «Комсомольской правды» отнёс «Секс, инсту, экзамены» к числу сериалов, которые помогут «лучше понять современную молодёжь».